# (257515) Zapperudi
(257515) Zapperudi est un astéroïde de la ceinture principale.

## Description
(257515) Zapperudi est un astéroïde de la ceinture principale. Il fut découvert le 6 février 1997 à Linz par l'observatoire privé Meyer-Obermair. Il présente une orbite caractérisée par un demi-grand axe de 2,79 UA, une excentricité de 0,15 et une inclinaison de 12,1° par rapport à l'écliptique.

## Compléments